# Пам'ятник Небесній сотні (Тернопіль)
Пам'ятник Небесній сотні — пам'ятник героям Революції гідності в місті Тернополі на Площі Героїв Євромайдану.

## Опис
Висота композиції становитиме 9 метрів (без постаменту), сама фігура — майже 3 метри. Скульптура виконана з бронзи.
Композиція символізує декоративний вихор, на якому зображено незахищену фігуру юнака як невинної жертви та ангела — символ слави Героїв Небесної Сотні.

## З історії пам'ятника
Після перейменування майдану Мистецтв на Площу Героїв Євромайдану, за ініціативи міського голови Сергія Надала, тут вирішили звести пам'ятник Небесній сотні. На початку березня 2014 оголосили відкритий конкурс щодо пам'ятника Небесній сотні, через місяць на сесії Тернопільської міської ради депутати прийняли відповідне рішення: встановити пам'ятник Небесній сотні на Площі Героїв Євромайдану з комплексним благоустроєм території.
У 2015 році напередодні Дня незалежності на місці майбутнього пам'ятника встановили камінь-нагадування. Восени почалися роботи з оновлення площі і закладення фундаменту під майбутній пам'ятник.
Влітку 2015 року відбувся повторний конкурс на визначення найкращого макету для пам'ятника Небесній сотні. Переміг проєкт скульптора Романа Вільгушинського та архітектора Івана Жовнича.
У вересні 2015 виконком Тернопільської міської ради затвердив проєктно-кошторисну документацію, за якою на виготовлення та встановлення пам'ятника Небесній сотні витрачено з бюджету міста 2 млн 441 тис. 559 грн.
Станом на лютий 2016 року встановлено підніжжя постаменту і вкладено бруківку навколо нього.

### Відкриття
Урочисте відкриття пам'ятника відбулося на свято Покрови Пресвятої Богородиці та в день УПА — 14 жовтня 2016 року.
Після відкриття роботи над оформленням скульптури продовжуються — бетонну основу покривають міддю. Повністю роботи з облаштування площі та встановлення пам'ятника завершили наприкінці 2016 року.